# Ernst Ludwig Posselt

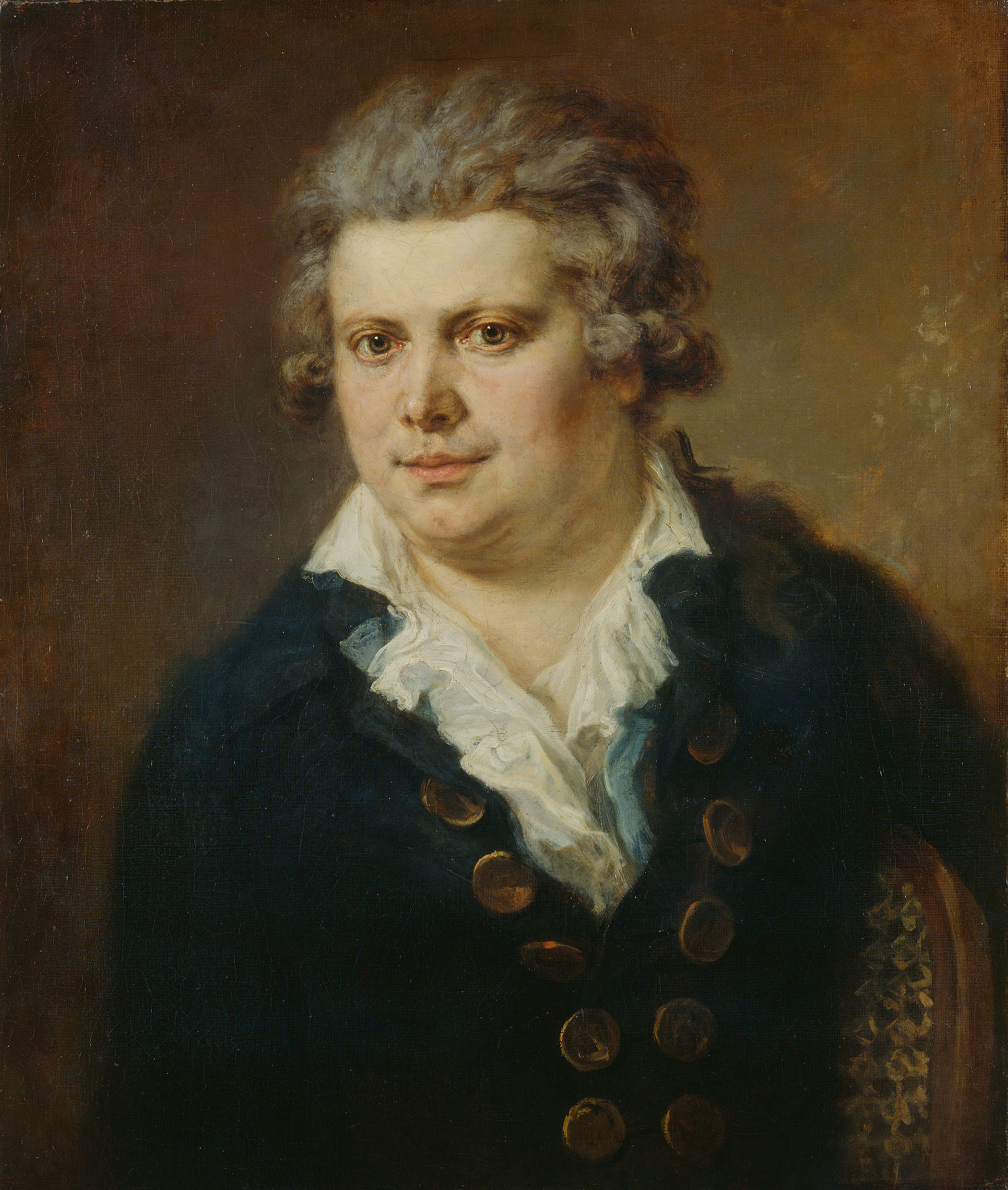
Ernst Ludwig Posselt

Ernst Ludwig Posselt (* 22. Januar 1763 in Durlach; † 11. Juni 1804 in Heidelberg) war ein deutscher Historiker.

## Leben
Posselt studierte in Göttingen und Straßburg. 1784 wurde er Professor am Gymnasium in Karlsruhe und 1791 Amtmann in Gernsbach bei Rastatt. Dieses Amt legte er 1796 wegen seiner Sympathien für die Ideen der französischen Revolution nieder.
Von 1785 bis 1788 war er Herausgeber der Zeitschrift Wissenschaftliches Magazin für Aufklärung.
Er beendete sein Leben in Heidelberg, indem er sich aus einem der oberen Stockwerke eines Hauses stürzte.

## Werke
- Geschichte der Deutschen. 2 Bände. Leipzig 1789/90; fortgesetzt von Karl Heinrich Ludwig Pölitz 1805–19, 2 Bände; neue Ausgabe, Stuttgart 1828, 4 Bände.
- Unparteyische, vollständige und actenmäsige Geschichte des peinlichen Prozesses gegen Ludwig XVI König von Frankreich. 2 Teile. Basel 1793 (Volltext).
- Taschenbuch für die neueste Geschichte. 9 Bände. Nürnberg 1794–1803.
- Europäische Annalen. Monatsschrift. Tübingen 1795–1804, bis 1820 fortgesetzt.
- Kleine Schriften. Nürnberg 1795.
- Ewald Friedrich Graf von Hertzberg – Mit Auszügen aus seiner Korrespondenz, die neuesten Welthändel betreffend. Tübingen 1798 (Volltext), (Digitalisat)